# Bố Trạch

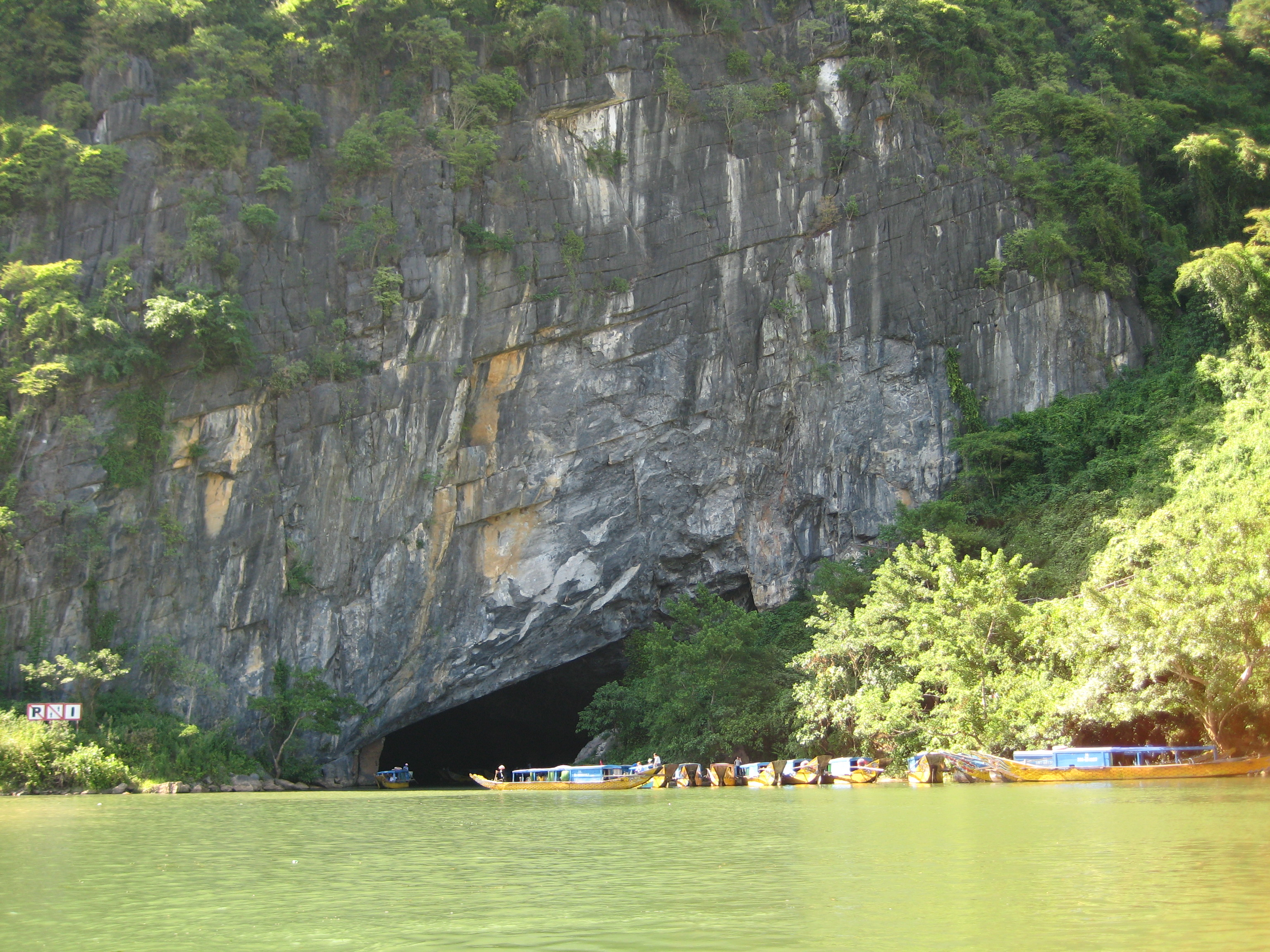
Phong Nha-Ke Bang in Bo Trach

Bố Trạch (Huyện Bố Trạch) ist ein Landkreis der Provinz Quảng Bình im zentralen Vietnam. Er hat eine Fläche von 2.123 km² und zählt 171.921 Einwohner (2003). Sein Hauptort ist Hoan Lao (Thị trấn Hoàn Lão). Er grenzt im Norden an den Quang Trach und im Süden an den Dong Hoi. Im Westen bildet die Grenze zu Laos seine Ausdehnung.

## Geografie
Der Kreis erstreckt sich von der Küste des südchinesischen Meeres im Osten über eine kleine Ebene um den Son-Fluss bis zum Truong-Son-Gebirge im Westen. Er wird von der Nationalstraße 1 und der Eisenbahnlinie zwischen Hanoi und Ho-Chi-Minh-Stadt durchquert. Durch die Gebirgsregion im Westen führte der Ho-Chi-Minh-Pfad.

## Gliederung
Zum Kreis gehören zwei Kleinstädte (thị trấn) und 25 Gemeinden (xã).
- Städte: Hoan Lao.
- Gemeinden: Nhân Trạch, Thượng Trạch, Tân Trạch, Xuân Trạch, Lâm Trạch, Phúc Trạch, Lâm Trạch, Hưng Trạch, Liên Trạch, Mỹ Trạch, Hạ Trạch, Bắc Trạch, Thanh Trạch, Hải Trạch and Trung Trạch.